# Olivehurst, Kalifornien
Olivehurst är en ort (CDP) i Yuba County, i delstaten Kalifornien, USA. Enligt United States Census Bureau har orten en folkmängd på 13 656 invånare (2010) och en landarea på 19,4 km².